# Castrillo-Tejeriego
Castrillo-Tejeriego – gmina w Hiszpanii, w prowincji Valladolid, w Kastylii i León, o powierzchni 35,92 km². W 2011 roku gmina liczyła 197 mieszkańców.